# باتوپرازین
باتوپرازین (انگلیسی: Batoprazine) یک دارو از کلاس فنیل پیپرازین است که به عنوان یک عامل سرنیک یا ضد تهاجمی توصیف شده‌است. این دارو به عنوان آگونیست گیرنده 5-HT1A و 5-HT1B عمل می‌کند و ارتباط نزدیکی با التوپرازین، فلوپرازین، و نفتیل‌پی‌پرازین دارد که دارای اثرات و اثرات مشابهی هستند.